# Буковац Светојански
Буковац Светојански је насељено место у Републици Хрватској у Загребачкој жупанији. Административно је у саставу Јастребарског. Простире се на површини од 1,62 km², а налази се на надморској висини од 90 м

## Становништво
Према задњем попису становништва из 2001. године у Буковацу Светојанском је живела сз 92 становника који су живели у 26 породичних домаћинстава. Густина насељености је 56,79 становника на km²
Кретање броја становника по пописима 1857—2001.
| година пописа  | 1857. | 1869. | 1880. | 1890. | 1900. | 1910. | 1921. | 1931. | 1948. | 1953. | 1961. | 1971. | 1981. | 1991. | 2001. |
| бр. становника | 155   | 156   | 177   | 183   | 206   | 168   | 159   | 176   | 162   | 158   | 161   | 134   | 111   | 113   | 92    |

Напомена: До 1900. исказивано под именом Буковац.